# Ayapana triplinervis
Espèce
Classification phylogénétique
Ayapana triplinervis est une espèce de plante à fleurs originaire d'Amérique tropicale de la famille des Asteraceae. Cette plante herbacée possède de longues et fines feuilles qui sont couramment utilisées pour faire une boisson tonique.
Son huile essentielle contient de l'éther diméthylique de thymohydroquinone.

## Dénominations
Ce taxon porte en français le nom vernaculaire ou normalisé suivant : Ayapana,.

## Systématique
Le nom correct complet (avec auteur) de ce taxon est Ayapana triplinervis (Vahl) R.M.King (d) & H.Rob..
L'espèce a été initialement classée dans le genre Eupatorium sous le basionyme Eupatorium triplinerve Vahl.
Ayapana triplinervis a pour synonymes :
- Ayapana officinalis Spach
- Eupatorium ayapana Vent.
- Eupatorium luzonense Llanos
- Eupatorium luzoniense Llanos
- Eupatorium triplinerve Vahl
- Eupatorium triplinerve Vahl ex Blume